# 蒙启良
蒙启良（1957年5月—），贵州都匀人。男，苗族。1982年2月参加工作，1982年1月加入中国共产党。贵州民族学院政治系政治理论专业毕业，中共中央党校在职研究生学历。
历任都匀市副市长，贵定县委常务副书记、书记，黔南州委常委、州委秘书长、副州长，都匀市委书记，黔南州委副书记、代州长、州长等职。2005年1月任贵州省人民政府副省长。2016年1月，卸任贵州省人民政府副省长职务，当选贵州省政协副主席。2021年1月，卸任省政协副主席职务。
2013年，担任全国人大代表。2018年1月，当选第十三届全国政协委员。